# 1259

## Събития
- 1 януари – Михаил VIII Палеолог е обявен за съимператор на Никея със своя подопечник Йоан IV Ласкарис.